# Новый Ирюк
Новый Ирюк — деревня в Малмыжском районе Кировской области. Входит в состав Савальского сельского поселения. 

## География
Находится в правобережной части района на расстоянии примерно 10 километров по прямой на северо-запад от районного центра города Малмыж.

## История
Известна с 1748 года, когда в ней было учтено 11 жителей мужского пола 238, деервня числилась владением помещика Кашкадамова. В 1873 году 12 дворов и 113 жителей. В 1926 17 дворов и 115 жителей (татар), в 1950 65 и 340 соответственно. В 1989 году учтено 240 жителей.

## Население
Постоянное население  составляло 225 человек (татары 97%) в 2002 году, 197 в 2010.